# Barbadoski dolar
Barbadoski dolar, ISO 4217: BBD, je valuta Barbadosa. Dijeli se na 100 centi, a u domaćem platnom prometu koristi se kratica Bds$. 
Bds$ je valuta Barbadosa od 1973. godine. Od 5. srpnja 1975. tečaj je vezan uz tečaj američkog dolara u odnosu 2 BBD za 1 USD.
Središnja banka izdaje kovanice od 1, 5, 10, 25 centi i 1 dolara, te novčanice od 2, 5, 10, 20, 50 i 100 dolara.

## Vanjske poveznice
- Središnja banka
- Heiko Otto (ur.). Barbadoski dolar (novčanice) (njemački, engleski, i francuski). Pristupljeno 30. listopada 2018. (njem.) (engl.) (fr.)